# Helicopsyche ocosingua
Helicopsyche ocosingua là một loài Trichoptera trong họ Helicopsychidae. Chúng phân bố ở vùng Tân nhiệt đới.